# دانشگاه شمالگان
دانشگاه شمالگان (به انگلیسی: University of the Arctic) یک شبکه همکاری بین‌المللی در شمالگان متشکل از دانشگاه‌ها، کالج‌ها و سایر سازمان‌های آموزشی و تحقیقاتی در منطقهٔ شمالگان است. این سازمان در ۲۱ ژوئن ۲۰۰۱ توسط شورای شمالگان تشکیل شد.
هدف کلی دانشگاه شمالگان ایجاد یک منطقه قوی و پایدار در شمالگان با توانمندسازی مردمان بومی و سایر افراد شمالی با آموزش، پویایی و دانش مشترک است.۱۸۵د انشگاه و مؤسسه آموزشی از ۱۶ کشور مختلف دنیا عضو این شبکه هستند.